# Massimo Brizi
Massimo Brizi (Viterbo, 25 dicembre 1977) è un kickboxer italiano maestro di arti marziali e atleta di sport da combattimento.
È professionista negli sport da combattimento dal 2000 nelle discipline Kick Boxing, Sanda, Muay Thai, MMA e Full Contact. In quest'ultima disciplina riesce a conquistare 4 cinture mondiali (WPKC, Kombat League, WFC, IKTA), confermandosi campione del mondo per 22 volte.

## Biografia
Dopo aver frequentato un corso di Kung Fu Wushu, sviluppa la passione per lo sport da combattimento che viene ampliata con lo studio di diversi stili e discipline. In pochi anni acquisisce competenze tecniche nel Karate, Aikido, Wing Tsun, Jeet Kune Do e Sanda.
Da dilettante disputa 41 incontri con uno score di 37 vittorie e 4 sconfitte, si laurea per 5 volte campione Italiano di Kick Boxe ed arriva secondo alla coppa del Mondo di Sanda.
Nel 2000 diventa professionista e combatte in tutto il mondo disputando incontri di Full Contact, Muay Thai e Sanda nei 5 continenti.
Riesce nell'impresa storica per gli sport da combattimento di conquistare il titolo mondiale per 22 volte.

## Lista degli incontri
| Numero | Risultato | Avversario         | Nazionalità | Round,Tempo     | Data       | Federazione | Titolo                                      | Città                      |
| 1      | Vittoria  | Mirko cangelosi    | Italia      | 5 round da 2 M  | 11\07\1999 | A.N.S.C.    | Titolo Italiano Professionisti Full Contact | Tarquinia, Italia          |
| 2      | Vittoria  | Luca Adolfi        | Svizzera    | 7 Rround da 2 M | 02\03\2000 | W.P.K.C.    | Titolo Europeo Professionisti Full Contact  | Lugano, Svizzera           |
| 3      | Sconfitta | Foad Sadeghi       | Austria     | 9 Round da 2 M  | 08\09\2000 | W.P.K.C.    | Titolo Mondiale Professionisti Full Contact | Civitavecchia, Italia      |
| 4      | Vittoria  | Medhi Boucherous   | Francia     | 9 Round da 2 M  | 07\04\2001 | W.P.K.C.    | Titolo Mondiale Professionisti Full Contact | Civitavecchia, Italia      |
| 5      | Vittoria  | Borislav Loann     | Russia      | 3 Round da 3 M  | 04\05\2001 | W.C.K.A.    | Titolo Internazionale Professionisti Sanda  | Perugia, Italia            |
| 6      | Vittoria  | Bernard Martin     | Francia     | 9 Round da 2 M  | 08\11\2001 | W.P.K.C.    | Titolo Mondiale Professionisti Full Contact | Empoli, Italia             |
| 7      | Vittoria  | Alfredo Castiglia  | Italia      | 3 Round da 3 M  | 15\12\2001 | W.C.K.A.    | Titolo Internazionale Professionisti Sanda  | Perugia, Italia            |
| 8      | Vittoria  | Dariusz Agnieska   | Polonia     | 9 Round da 2 M  | 10\3\2002  | W.P.K.C.    | Titolo Mondiale Professionisti Full Contact | Dansik, Polonia            |
| 9      | Vittoria  | Josef Siklodi      | Ungheria    | 9 Round da 2 M  | 15\6\2002  | W.P.K.C.    | Titolo Mondiale Professionisti Full Contact | Civitavecchia, Italia      |
| 10     | Vittoria  | Jaussoin Sebastian | Francia     | 9 Round da 2 M  | 27\4\2003  | W.P.K.C.    | Titolo Mondiale Professionisti Full Contact | Civitavecchia, Italia      |
| 11     | Vittoria  | Codron             | Francia     | 9 Round da 2 M  | 06\03\2003 | W.P.K.C.    | Titolo Mondiale Professionisti Full Contact | Noves, Francia             |
| 12     | Sconfitta | Flavio Turelli     | Italia      | 9 Round da 2 M  | 03\04\2004 | W.P.K.C.    | Titolo Mondiale Professionisti Full Contact | Civitavecchia, Italia      |
| 13     | Vittoria  | Paul Jakob         | Austria     | 9 Round da 2 M  | 12\12\2004 | W.P.K.C.    | Titolo Mondiale Professionisti Full Contact | Perugia, Italia            |
| 14     | Vittoria  | Cisba Jorfy        | Ungheria    | 9 Round da 2 M  | 20\03\2005 | W.P.K.C.    | Titolo Mondiale Professionisti Full Contact | Civitavecchia, Italia      |
| 15     | Vittoria  | Denis Roman        | Ucraina     | 9 Round da 2 M  | 30\11\2005 | W.P.K.C.    | Titolo Mondiale Professionisti Full Contact | Fabrica di Roma, Italia    |
| 16     | Vittoria  | Gyorfy Gabor       | Romania     | 9 Round da 2 M  | 09\04\2006 | W.P.K.C.    | Titolo Mondiale Professionisti Full Contact | Civitavecchia, Italia      |
| 17     | Vittoria  | Yodheca            | Thailandia  | 5 Round da 3 M  | 10\08\2006 | W.P.K.L.    | Titolo Mondiale Professionisti Muay Thai    | Bangkok, Thailandia        |
| 18     | Vittoria  | Balint Muskotaly   | Russia      | 9 Round da 2 M  | 25\03\2007 | W.P.K.C.    | Titolo Mondiale Professionisti Full Contact | Civitavecchia, Italia      |
| 19     | Vittoria  | Adam Fidan Berker  | Turchia     | 10 Round da 2 M | 01\03\2008 | KOMBAT L.   | Titolo Mondiale Professionisti Full Contact | Civitavecchia, Italia      |
| 20     | Vittoria  | Alikada Aziz       | Francia     | 9 Round da 2 M  | 28\03\2009 | I.K.A.      | Titolo Mondiale Professionisti Full Contact | Civitavecchia, Italia      |
| 21     | Vittoria  | Ivan Sforza        | Svizzera    | 9 Round da 2 M  | 19\03\2010 | I.K.A.      | Titolo Mondiale Professionisti Full Contact | Civitavecchia, Italia      |
| 22     | Vittoria  | Ferdinand Tibiani  | Francia     | 9 Round da 2 M  | 11\12\2010 | W.F.C.      | Titolo Mondiale Professionisti Full Contact | Sesto San Giovanni, Italia |
| 23     | Vittoria  | Michel Dominique   | Francia     | 9 Round da 2 M  | 10\03\2011 | I.K.A.      | Titolo Mondiale Professionisti Full Contact | Avignone, Francia          |
| 24     | Vittoria  | Ferdinand Tibiani  | Francia     | 9 Round da 2 M  | 15\05\2011 | W.F.C.      | Titolo Mondiale Professionisti Full Contact | Parigi, Italia             |
| 25     | Vittoria  | Peter Milan        | Ungheria    | 9 Round da 2 M  | 30\03\2012 | W.F.C.      | Titolo Mondiale Professionisti Full Contact | Civitavecchia, Italia      |
| 26     | Vittoria  | Agustin Carrillo   | Messico     | 9 Round da 2 M  | 28\02\2014 | I.K.T.A.    | Titolo Mondiale Professionisti Full Contact | Città del Messico, Messico |
| 27     | Vittoria  | Radulescu Ionut    | Romania     | 9 Round da 2 M  | 12\07\2014 | I.K.T.A.    | Titolo Mondiale Professionisti Full Contact | Civitavecchia, Italia      |
| 28     | Vittoria  | Demer Mathias      | Brasile     | 9 Round da 2 M  | 25\09\2016 | I.K.T.A.    | Titolo Mondiale Professionisti Full Contact | Vitoria, Brasile           |
| 29     | Sconfitta | Luis Lopez         | Messico     | 9 Round da 2 M  | 08\12\2017 | I.K.T.A.    | Titolo Mondiale Professionisti Full Contact | Atlacomulco, Messico       |